# Friederia villosa
Friederia villosa är en tvåvingeart som beskrevs av Ole Anton Saether och Andersen 1998. Friederia villosa ingår i släktet Friederia och familjen fjädermyggor.
Artens utbredningsområde är Ghana. Inga underarter finns listade i Catalogue of Life.